# 火牛阵
火牛陣，相傳是战国齐将田单发明的战术。

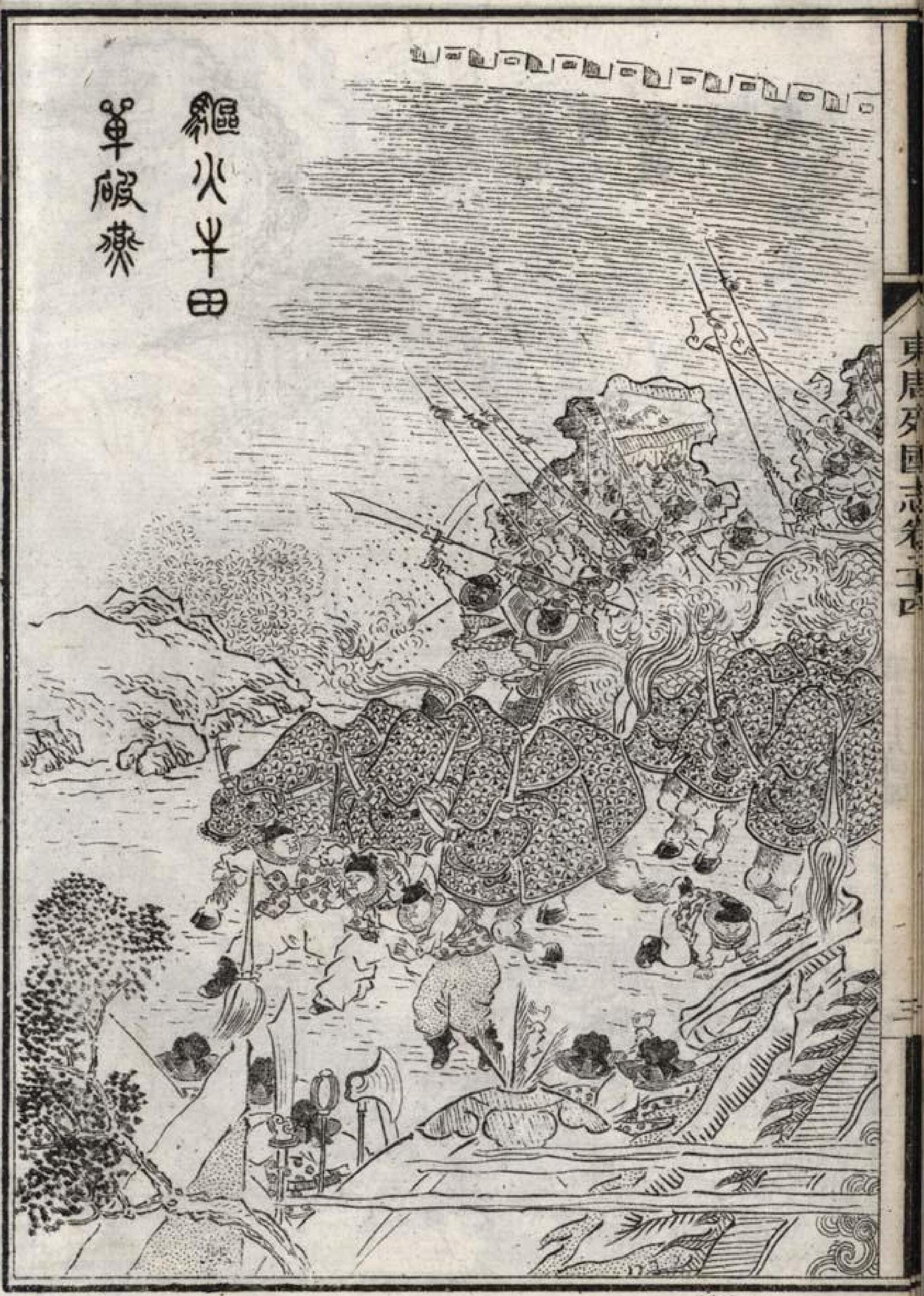
驅火牛田單破燕

燕昭王时，燕将乐毅破齐，田单坚守即墨（今山东平度）。前279年，燕惠王即位，田单以反間計促使燕王以騎劫取代樂毅，接著向燕军诈降使之麻痹，并在夜間集中千余头牛，在牛角上缚上兵刃，尾上缚苇灌油以火点燃，使牛群猛衝燕军并以五千勇士随后冲杀，由此大败燕军并杀死骑劫。田单乘胜连克七十余城。

## 後世使用
南宋绍興元年（1131年），平秀州水賊邵青起事，朝廷派王德率领大军进剿。邵青采用田单火牛阵出擊。王德知邵青徵集耕牛，笑說：“是古法也，可一不可再，今不知變，此成擒耳。”王德則以靜制動，萬箭齊發，火牛受傷驚恐，反而掉頭衝入邵青陣中，踩死士兵不計其數。王德一舉敉平叛亂。淳祐元年（1241年）汪世显率蒙古军攻蜀，制置使陈隆之固守，誓与成都存亡。部将田世显投降，汉州（今四川广汉）守将王夔驱赶火牛突围而走。
1930年9月，第一次国共内战時，红军红三军团將領彭德懷在长沙第二次與何鍵對峙時，曾試過火牛陣。不料尾巴被点着火的牛群，遇長沙守軍一陣槍打，無法前進，反而調頭向紅軍的進攻部隊亂衝，亂了自己的陣腳。
除了火牛阵之外，還有火象陣。楚昭王時，为了阻遏吳國军隊的追赶，下令箴尹固放出火象陣，以拖延吳軍。另外，東晉時期殷浩下命江逌率軍出擊姚襄軍，江逌找在數百隻雞腳上綁燃燒物，點燃後把雞哄進敵營。